# Bahaal (De Rode Ridder)
Bahaal kent een lange geschiedenis in de stripreeks van De Rode Ridder. Bahaal komt voor het eerst voor als de tegenstander van Koning Arthur in het album De barst in de Ronde Tafel. Bahaal is dan nog een sterfelijk mens en een grootmeester in de zwarte magie. Hij staat al wel bekend als de "Prins der Duisternis". In deze hoedanigheid weet hij Koning Arthur te doden en zijn idealen te vernietigen (lees: De laatste droom). Hij wordt zelf dodelijk getroffen door Excalibur, het magische zwaard van Koning Arthur, en verliest hierdoor zijn stoffelijke vorm.
Bahaal verdwijnt dan tijdelijk uit beeld, maar maakt zijn rentree als meedogenloze "Hellevorst" in het album De Toverspiegel. Deze confrontatie met Johan is tevens het startsein voor vele albums waarin de strijd tussen goed en kwaad (in de vorm van Bahaal en Galaxa) wordt uitgevochten. Deze strijd gaat Bahaal meestal niet persoonlijk aan. Gewoonlijk gebruikt hij zijn dienares Demoniah om zijn kwade plannen te verwezenlijken, maar deze vinden altijd de Rode Ridder op hun pad. Bahaal komt in heel wat albums voor, en is dan ook het vierde meest voorkomende nevenpersonage in de reeks.
Bahaal heeft ook een zoon, Qrandar en een dochter, Astra.

## Ontstaan
Bahaal is een afgeleide van Baäl, een van de zeven Hellevorsten. In de hele Rode Ridder reeks wordt de Prins der Duisternis continu Bahaal genoemd, maar in de eerste albums is zijn naam nog letterlijk Baal (in Excalibur en De verboden Berg). Deze naam is geen onbekende in de mythologie. Hij komt voor in verschillende naamssamentrekkingen, afhankelijk van de plaats. Allemaal verschillende namen voor de demon die bekendstaat als de Derde Hellevorst: Beëlzebub.